# Агайманська сільська рада
Агайма́нська сільська́ ра́да — адміністративно-територіальна одиниця та орган місцевого самоврядування в Іванівському районі Херсонської області. Адміністративний центр — село Агаймани.

## Загальні відомості
- Територія ради: 177,693 км²
- Населення ради: 1 698 осіб (станом на 2001 рік)

## Населені пункти
Сільській раді були підпорядковані населені пункти:
- с. Агаймани

## Склад ради
Рада складалася з 18 депутатів та голови.
- Голова ради: Сушко Володимир Миколайович
- Секретар ради: Персик Людмила Валентинівна

### Керівний склад попередніх скликань
| Прізвище, ім'я, по батькові | Основні відомості                                                                       | Дата обрання | Дата звільнення |
| --------------------------- | --------------------------------------------------------------------------------------- | ------------ | --------------- |
| Сушко Володимир Миколайович | Сільський голова, 1957 року народження, освіта середня спеціальна, безпартійний         | 26.03.2006   | 31.10.2010      |
| Сушко Володимир Миколайович | Сільський голова, 1957 року народження, освіта середня спеціальна, член Партії регіонів | 31.10.2010   |                 |

Примітка: таблиця складена за даними сайту Верховної Ради України

### Депутати
За результатами місцевих виборів 2010 року депутатами ради стали:

#### За суб'єктами висування
| Суб'єкт висування | Кількість обраних депутатів | %  |
| ----------------- | --------------------------- | -- |
| Партія регіонів   | 9                           | 50 |
| Самовисування     | 9                           | 50 |

#### За округами
| № округу        | Прізвище, ім'я, по батькові       | Дата визнання обраним | Освіта  | Партійна приналежність              | Відомості про обраного депутата                                  |
| --------------- | --------------------------------- | --------------------- | ------- | ----------------------------------- | ---------------------------------------------------------------- |
| Партія регіонів |                                   |                       |         |                                     |                                                                  |
| 3               | Мороз Микола Вікторович           | 04.11.2010            | середня | член Партії регіонів                | Фермерське господарство «Долина», голова                         |
| 4               | Персик Людмила Валентинівна       | 04.11.2010            | середня | член Партії регіонів                | Фрунзенська сільська рада, секретар                              |
| 5               | Новіков Юрій Олександрович        | 04.11.2010            | середня | член Партії регіонів                | тимчасово не працює                                              |
| 7               | Єльцов Сергій Леонідович          | 04.11.2010            | вища    | член Партії регіонів                | тимчасово не працює                                              |
| 11              | Кравцов Олександр Володимирович   | 04.11.2010            | середня | член Партії регіонів                | тимчасово не працює                                              |
| 12              | Антюшина Тетяна Леонтіївна        | 04.11.2010            | середня | член Партії регіонів                | Фрунзенська загальноосвітня школа І-ІІІ ст., технічний працівник |
| 13              | Горінов Юрій Анатолійович         | 04.11.2010            | вища    | член Партії регіонів                | Фермерське господарство «Агро — ЮГ 2006», голова                 |
| 14              | Чорноіваненко Інна Михайлівна     | 04.11.2010            | середня | член Партії регіонів                | тимчасово не працює                                              |
| 16              | Негуляєв Іван Іванович            | 04.11.2010            | середня | член Партії регіонів                | тимчасово не працює                                              |
| Самовисування   |                                   |                       |         |                                     |                                                                  |
| 1               | Тарликов Юрій Васильович          | 04.11.2010            | вища    | член Політичної партії «Фронт Змін» | Фермерське господарство «Тарликов», голова                       |
| 2               | Калімбет Юрій Васильович          | 04.11.2010            | середня | позапартійний                       | тимчасово не працює                                              |
| 6               | Марушенко Олександр Олександрович | 04.11.2010            | середня | позапартійний                       | тимчасово не працює                                              |
| 8               | Стягін Андрій Вікторович          | 04.11.2010            | вища    | позапартійний                       | Фрунзенська сільська рада, спеціаліст                            |
| 9               | Дяконенко Сергій Володимирович    | 04.11.2010            | вища    | позапартійний                       | тимчасово не працює                                              |
| 10              | Орлов Іван Васильович             | 04.11.2010            | середня | позапартійний                       | тимчасово не працює                                              |
| 15              | Бачинська Людмила Павлівна        | 04.11.2010            | середня | член Партії регіонів                | фізична особа-підприємець                                        |
| 17              | Четвергова Світлана Миколаївна    | 04.11.2010            | середня | позапартійна                        | пенсіонер                                                        |
| 18              | Володін Леонід Семенович          | 04.11.2010            | середня | позапартійний                       | Фрунзенська загальноосвітня школа І-ІІІ ст., вчитель             |

## Населення
Згідно з переписом УРСР 1989 року чисельність наявного населення села становила 1871 особа, з яких 845 чоловіків та 1026 жінок.
За переписом населення України 2001 року в селі мешкало 1700 осіб.

### Мова
Розподіл населення за рідною мовою за даними перепису 2001 року:
| Мова       | Відсоток |
| ---------- | -------- |
| українська | 92,52 %  |
| російська  | 5,01 %   |
| вірменська | 2,12 %   |
| білоруська | 0,18 %   |
| молдовська | 0,06 %   |
| угорська   | 0,06 %   |